# René Fonck

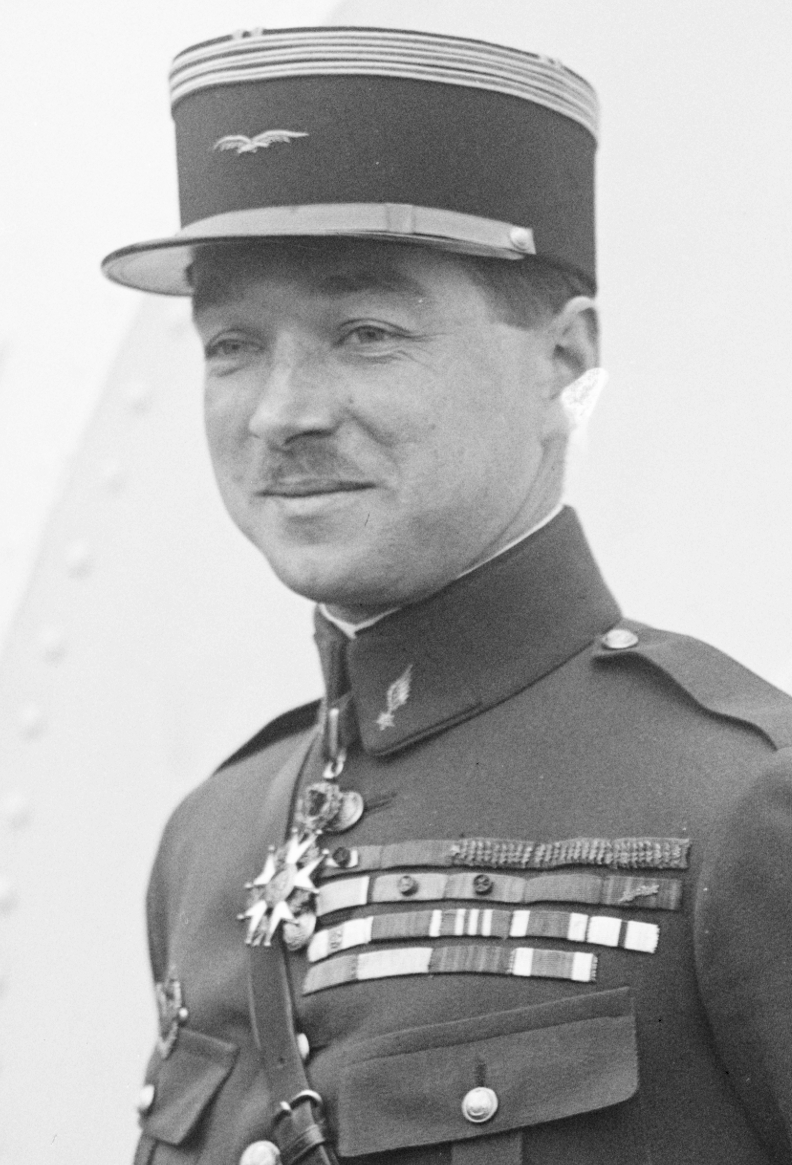
René Fonck

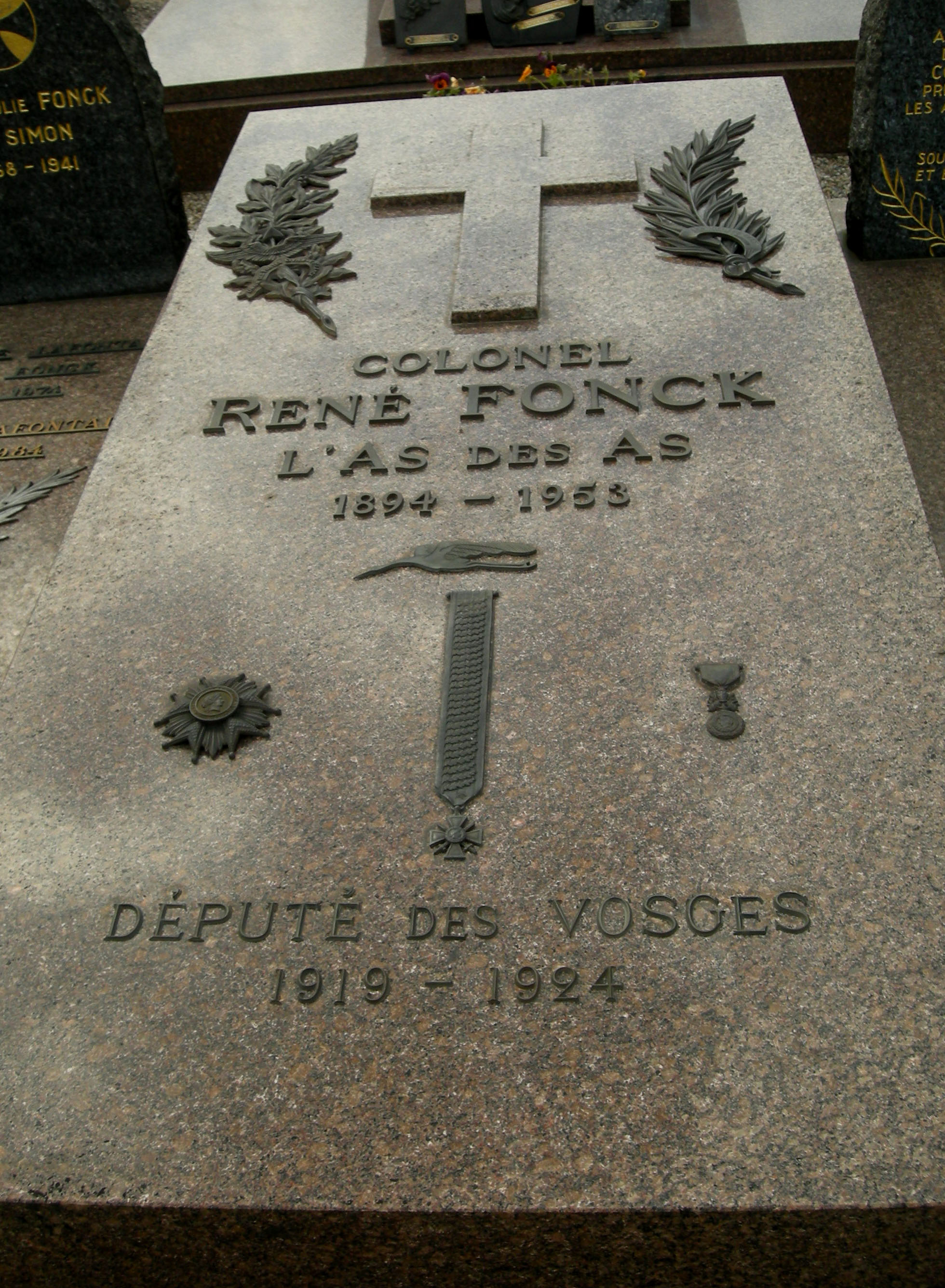
René Fonck

René Fonck, född 27 mars 1894, död 18 juni 1953, var en fransk flygare och det främsta flygarässet på den allierade sidan under första världskriget. 
Fonck blev flygare 1912. Han sköt under första världskriget kriget totalt ned 75 fiendeplan, endast Manfred von Richthofen sköt ned fler, 80 stycken. Han utnämndes efter kriget till kommendör av hederslegionen.
Efter kriget företog Fonck en rad uppmärksammade flygningar. 1919-24 var han ledamot av deputeradekammaren. Han har bland annat skrivit Mes combats (1920).